# Дорпош-Хелмінський
Дорпош-Хелмінський (пол. Dorposz Chełmiński, нім. Kulmisch Dorpasch) — село в Польщі, у гміні Хелмно Хелмінського повіту Куявсько-Поморського воєводства.
Населення — 221 особа (2011).
У 1975-1998 роках село належало до Торунського воєводства.

## Демографія
Демографічна структура станом на 31 березня 2011 року:
|          | Загалом | Допрацездатний вік | Працездатний вік | Постпрацездатний вік |
| -------- | ------- | ------------------ | ---------------- | -------------------- |
| Чоловіки | 118     | 27                 | 79               | 12                   |
| Жінки    | 103     | 22                 | 63               | 18                   |
| Разом    | 221     | 49                 | 142              | 30                   |